# Золотое перо (антология)
«Золотое перо» — антология немецкоязычной поэзии в переводе на русский язык, составленная Г. И. Ратгаузом и выпущенная в 1974 году московским издательством «Прогресс».

## Состав и содержание
Антология имеет подзаголовок «Немецкая, австрийская и швейцарская поэзия в русских переводах. 1812—1970». Стихи напечатаны в ней на двух языках: рядом с переводом даётся оригинал. Принцип построения — по переводчикам. В антологию вошли переводы из почти 50 поэтов: от классиков XVIII века до авторов середины XX столетия. На сайте «Век перевода» вклад этой антологии в культуру оценивается весьма высоко:

«Для брежневских времен антология представляла собой серьёзную победу над цензурой: Лилиенкрон, Бенн, Георге чуть ли не впервые появились в советской книге; однако еще бо́льшая заслуга Ратгауза в том, что обо многих переводчиках он вспомнил впервые, среди них — Кочетков, Миримский и другие».